# UNDER CITY POP MUSIC
『UNDER CITY POP MUSIC』（アンダー・シティ・ポップ・ミュージック）は、2022年10月26日、ZAIN RECORDSから発売されたAKIHIDEの9枚目のオリジナルアルバム。

## 概要
地下都市(=アンダーシティ)を巡る人々の物語が、インストや歌唱曲を含めた全8曲で表現されており、表題曲「UNDER CITY POP MUSIC」や「電脳少女」をはじめとするサウンドは、新たにシティポップを導入した。初回限定盤には432Hzサウンドを用いた計60分のヒーリングミュージックを収録した特典CDが付属。 

## 収録曲
1. Elevator Song
2. UNDER CITY POP MUSIC
3. 電脳少女
4. 赤い鳥籠
5. サカサマの月
6. Spy Summit
7. 雪月花
8. Escape
9. Clapping in the Rain（通常盤のみ）